# La Sauceda (San Diego de la Unión)
La Sauceda es una localidad del estado mexicano de Guanajuato. Es parte del municipio de San Diego de la Unión.

## Demografía
| Gráfica de evolución demográfica |
|                                  |

| Censo | Población |
| ----- | --------- |
| 1970  | 926       |
| 1980  | 995       |
| 1990  | 1 057     |
| 2000  | 1 233     |
| 2010  | 1 305     |
| 2020  | 1 413     |